# Prager Straße

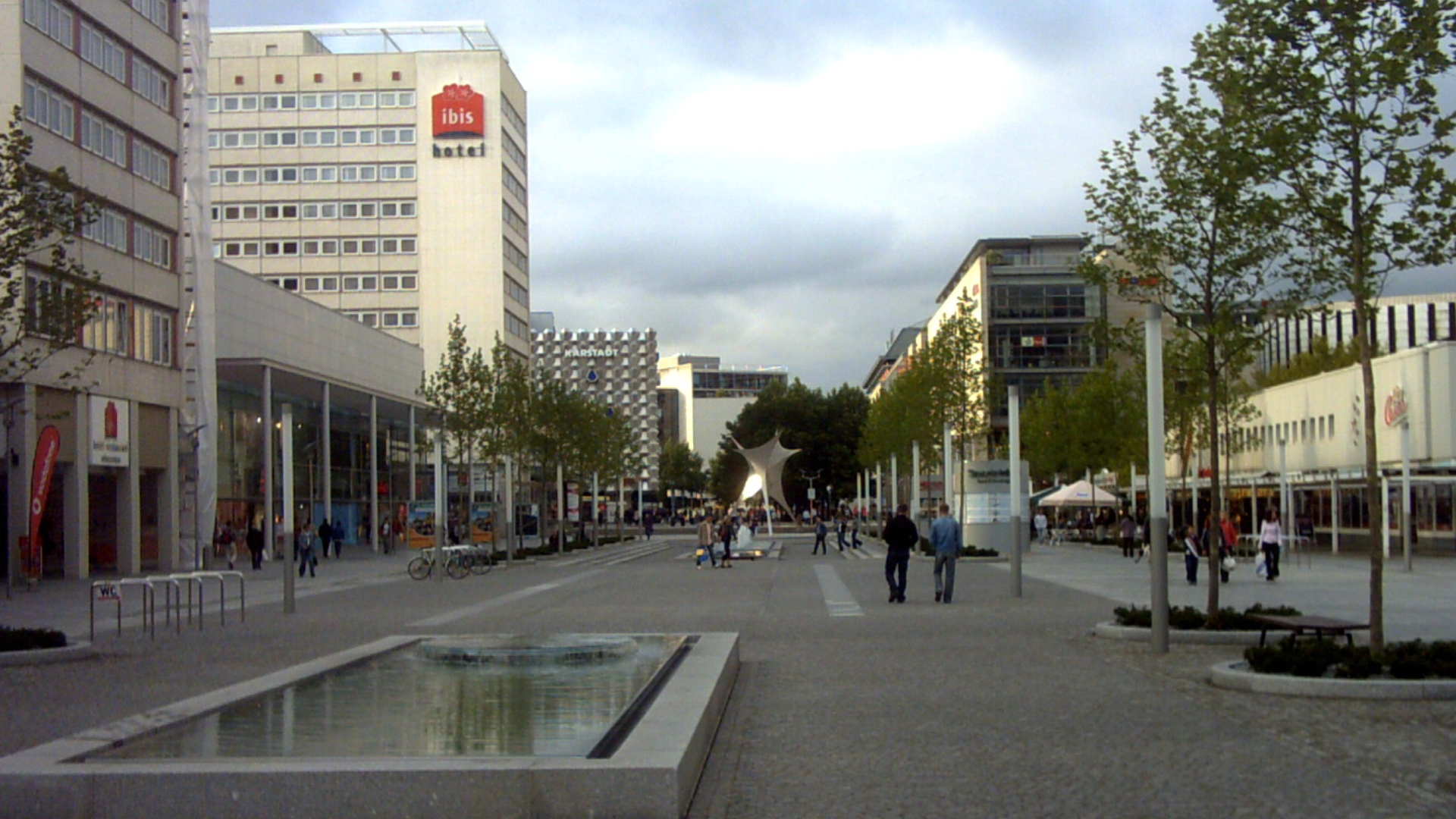
La calle Prager Straße vista desde el sur

La calle Prager Straße o Prager Strasse de Dresde (Alemania) conecta la estación central de dicha ciudad con la plaza de Altmarkt y es la calle comercial por excelencia en la capital sajona. El nombre es un homenaje a la ciudad de Praga. En un principio los tranvías circulaban por ella, pero desde hace décadas es una zona exclusivamente peatonal.

## Historia
La Prager Straße se construyó entre los años 1851 y 1853 como enlace entre la Altstadt (centro histórico) y la estación Böhmischer Bahnhof, antecesora de la actual estación central. La industrialización de la ciudad hizo necesarias nuevas viviendas y calles para descongestionar los angostos callejones de la Altstadt. Sobre 1840, había ya quejas de los vecinos, y finalmente, al construirse la Böhmischer Bahnhof, resultó necesario unirla de alguna manera con el casco antiguo de la ciudad. La calle se pobló rápidamente, primero con ciudadanos de la alta burguesía, más tarde con banqueros, abogados y profesionales de otros oficios. Debido a la escasez de suelo urbanizable, se concibió la Prager Straße intentando sacar el máximo rendimiento al terreno, con los edificios muy cerca uno de otro. Se convirtió en una de las calles más boyantes de Dresde, ofreciendo una amplia oferta para las compras y el ocio. Algunas construcciones interesantes desde el punto de vista arquitectónico fueron el neorrenacentista Viktoriahaus, los almacenes Residenzkaufhaus y el edificio de una compañía de seguros contra incendios.

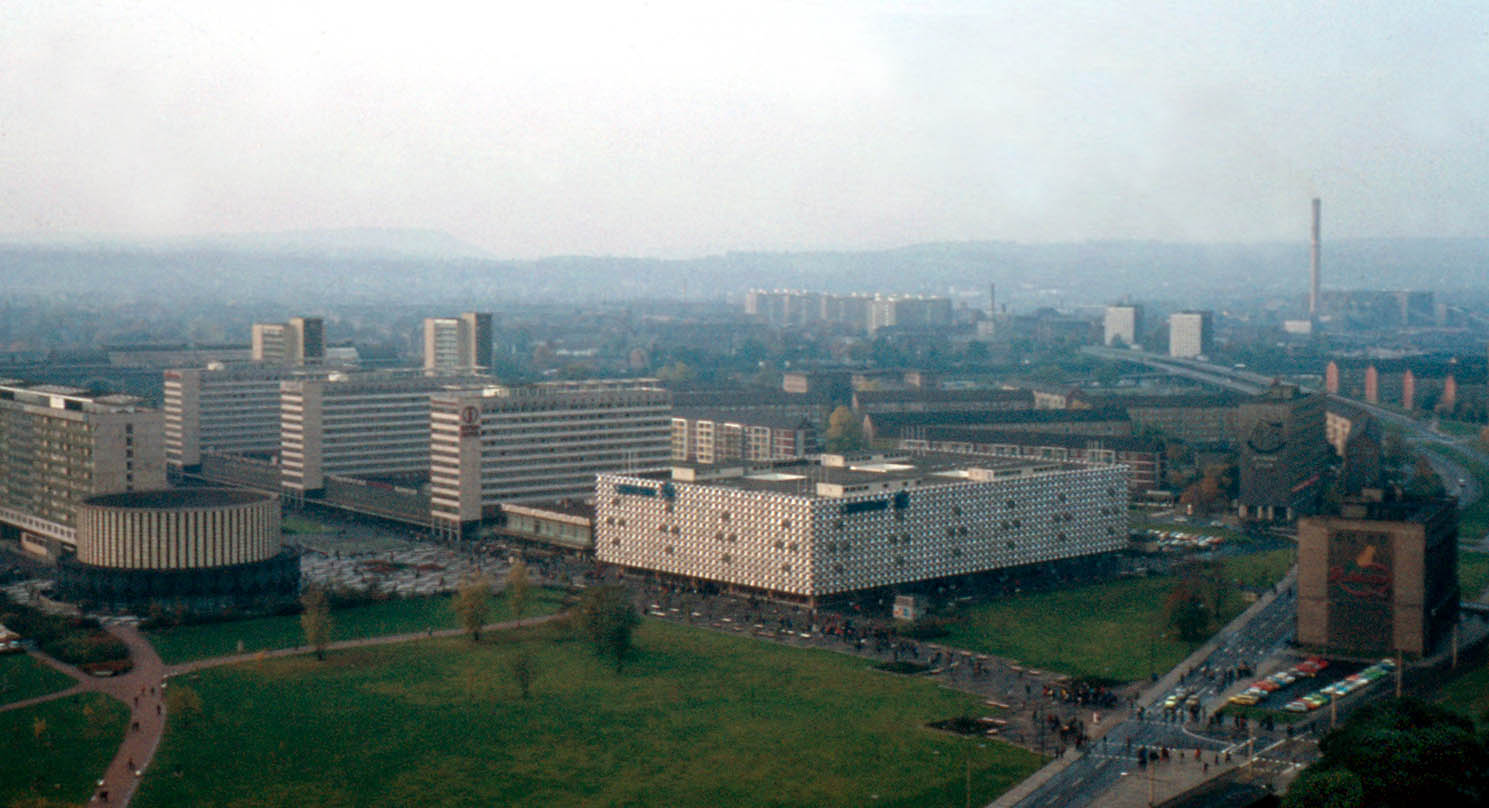
La Prager Straße en tiempos de la RDA (1980), con el cine circular, el Centrum Warenhaus y los tres hoteles Bastei, Lilienstein y Königstein

En 1945 el área resultó casi completamente destruida por el bombardeo de Dresde. Solamente un hotel sobrevivió el ataque y fue reutilizado de forma provisional hasta su derribo algunos años después. La reconstrucción de la calle se anunció en 1962 con un concurso de arquitectura. Hubo diversas opiniones acerca de cómo emprenderla. Mientras que algunos arquitectos eran partidarios de conservar en parte la distribución original, otros rechazaron la idea y recomendaron una remodelación completa. En lo que sí hubo consenso fue en intentar evitar apiñar demasiado las edificaciones como se había hecho el siglo anterior para ahorrar espacio.
Una explicación para esta unanimidad es que durante la tormenta de fuego que siguió al bombardeo, la gente apenas tuvo opción de huir de sus estrechas viviendas. Entre 1965 y 1978 se formó la nueva Prager Straße. En la cara oeste se construyeron entre 1967 y 1970 tres bloques de hoteles: el Lilienstein, el Königstein y el Bastei (nombres de riscos de roca arenisca situados cerca de la frontera de Sajonia con la República Checa). En la actualidad pertenecen a la cadena francesa Ibis Hoteles. En mitad de la amplia calle se dispusieron diferentes fuentes y zonas verdes.
En las décadas de los 70 y los 80, la Prager Straße se convirtió en el bulevar peatonal más importante de la ciudad. A las numerosas alternativas comerciales y hoteleras de que disponía, se sumó en 1972 el Rundkino, un cine de planta circular de 25 metros de altura. Más tarde, entre 1976 y 1978, se levantó el famoso almacén Centrum Warenhaus, caracterizado por su particular fachada de aluminio. Tras la reunificación de Alemania pasaría a pertenecer a la cadena de grandes almacenes Karstadt. En la actualidad el edificio permanece vacío en espera de que se decida o remodelarlo o demolerlo para instalar en su lugar un nuevo centro comercial. 

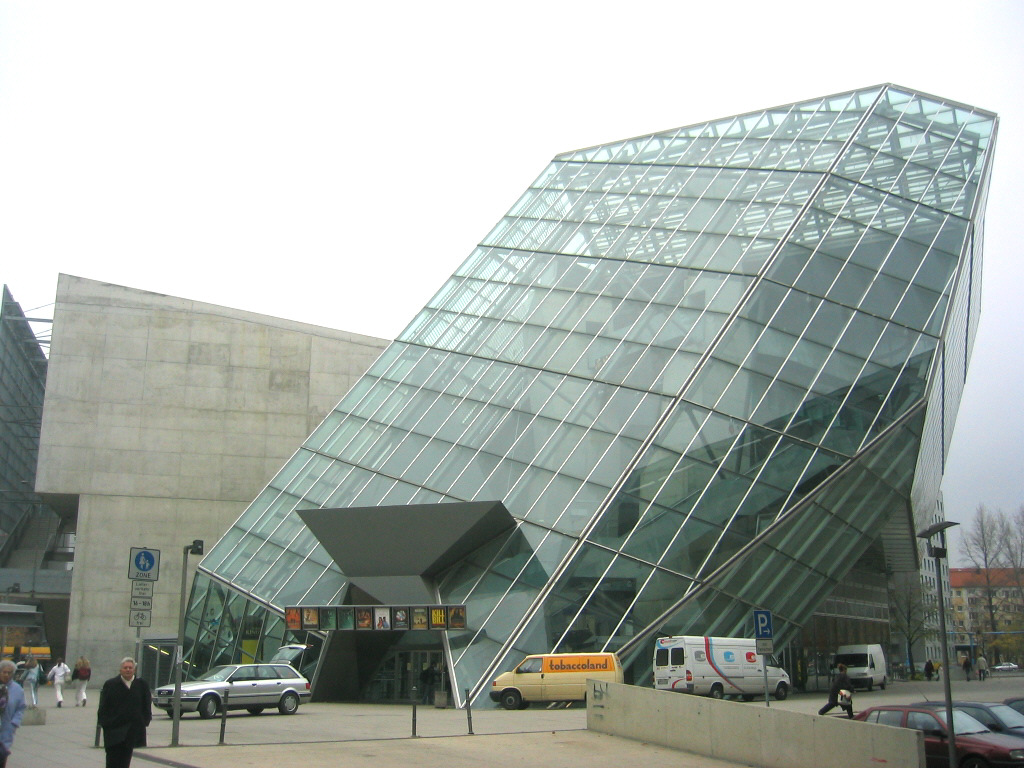
Cine UFA-Palast

El 8 de octubre de 1989, durante las manifestaciones que tuvieron lugar contra el régimen del partido comunista, se fundó en la Prager Straße el denominado Grupo de los 20. A día de hoy, una placa recuerda este hecho. Tras la reunificación de Alemania se crearon en la parte nororiental de la calle nuevos comercios, entre otros de Karstadt. Allí se encuentra también el UFA-Palast, un cine levantado en 1997/98 según diseño del estudio de arquitectura vienés Coop Himmelb(l)au; se trata de un edificio de estilo posmoderno deconstructivista de cristal y hormigón. Esta obra le valió al estudio el premio nacional alemán de arquitectura en 1999. 
Durante las inundaciones europeas de 2002 toda la parte sur de la calle quedó totalmente anegada al volver el Weißeritz, un afluente del Elba, a su antiguo cauce. Los trabajos de renovación de diciembre de 2004 sirvieron para, entre otras cosas, sanear las fuentes y plantar nuevos árboles.

## Eventos
Todos los años, en el mes de mayo, se celebra en Dresde un festival internacional de dixieland. Parte de los eventos tienen lugar en la Prager Straße. Desde su comienzo en el año 1970, el festival se ha convertido todo un acontecimiento del panorama del jazz y el blues a nivel internacional.

## La calle en la actualidad
La ciudad de Dresde ha presentado hace poco unas directivas para promocionar la Prager Straße.

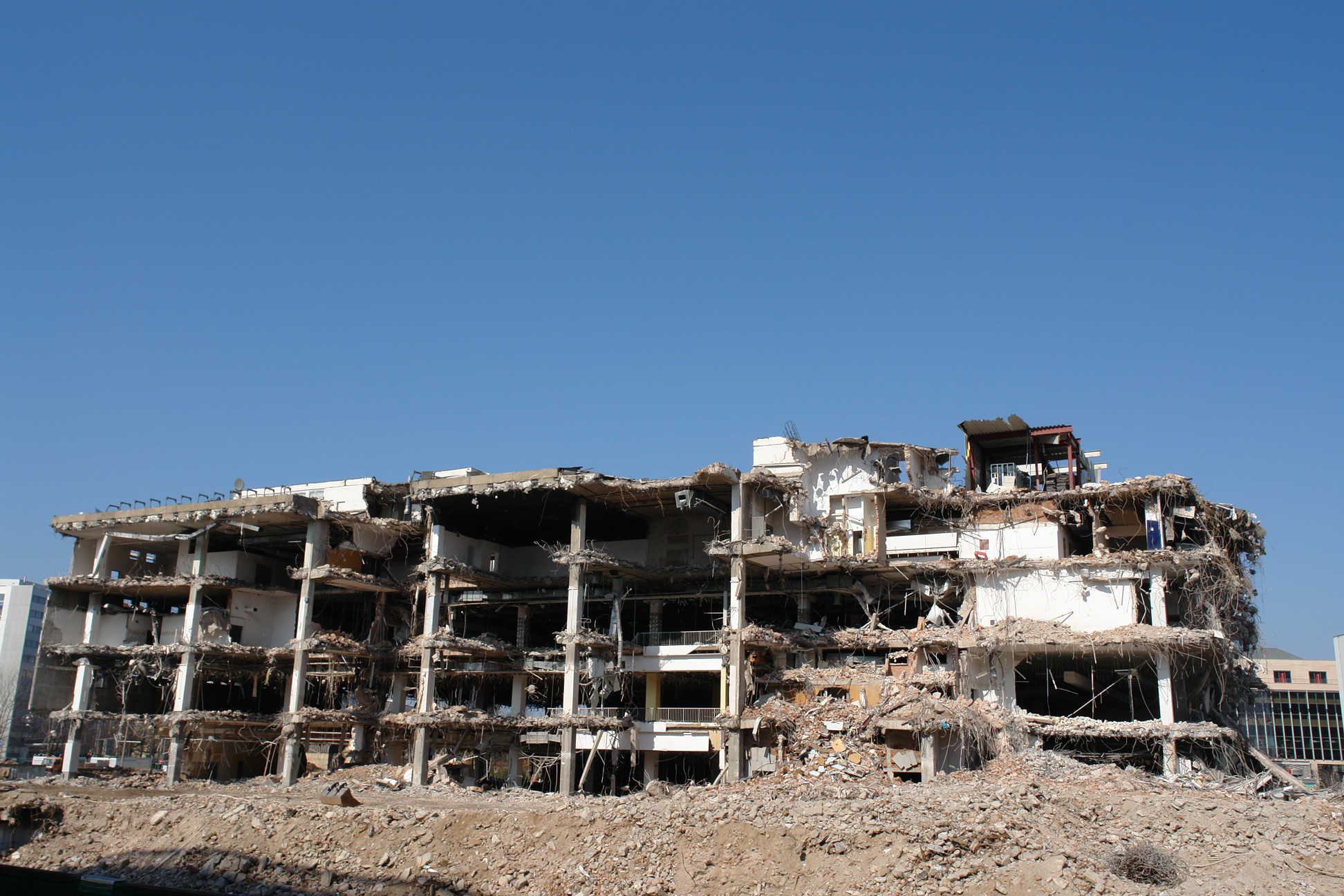
Demolición del Centrum-Warenhaus

Desde diciembre de 2006 se están demoliendo almacenes Karstadt Schnäppchen-Center, anteriormente llamados Centrum. En su lugar se levantará un nuevo centro comercial cuyo diseño incluirá los característicos paneles modernistas del edificio antiguo, construido en los años 70. Se barajó incluso volver a instalar los mismos paneles, pero su grado de deterioro lo hizo desaconsejable.
A final de abril de 2006 se inauguró otro centro comercial entre la Prager Straße y la St. Petersburger Straße, el Prager Spitze. El nombre proviene de la forma puntiaguda del edificio visto desde arriba (Spitze significa punta o pico). El edificio alberga numerosos negocios, desde una tienda de Jack Wolfskin hasta una panadería. En la primera planta hay un gimnasio, cuya amplia galería acristalada da a la calle St. Petersburger Straße. En el otro lateral de la primera planta, orientado a Prager Straße, hay una sucursal de la cadena de tiendas de deportes Karstadt Sport.

## Imágenes

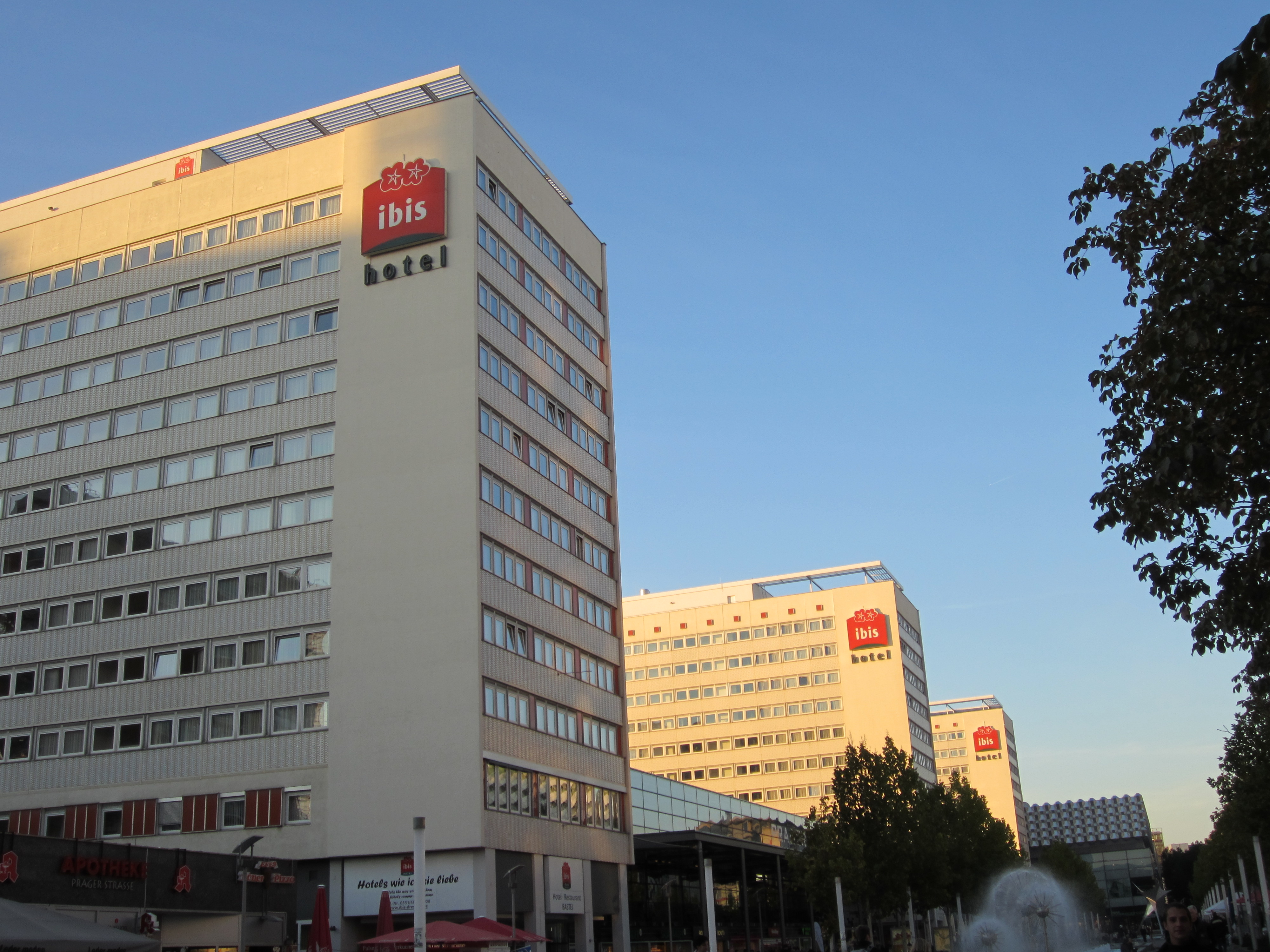
Ibis Hotels
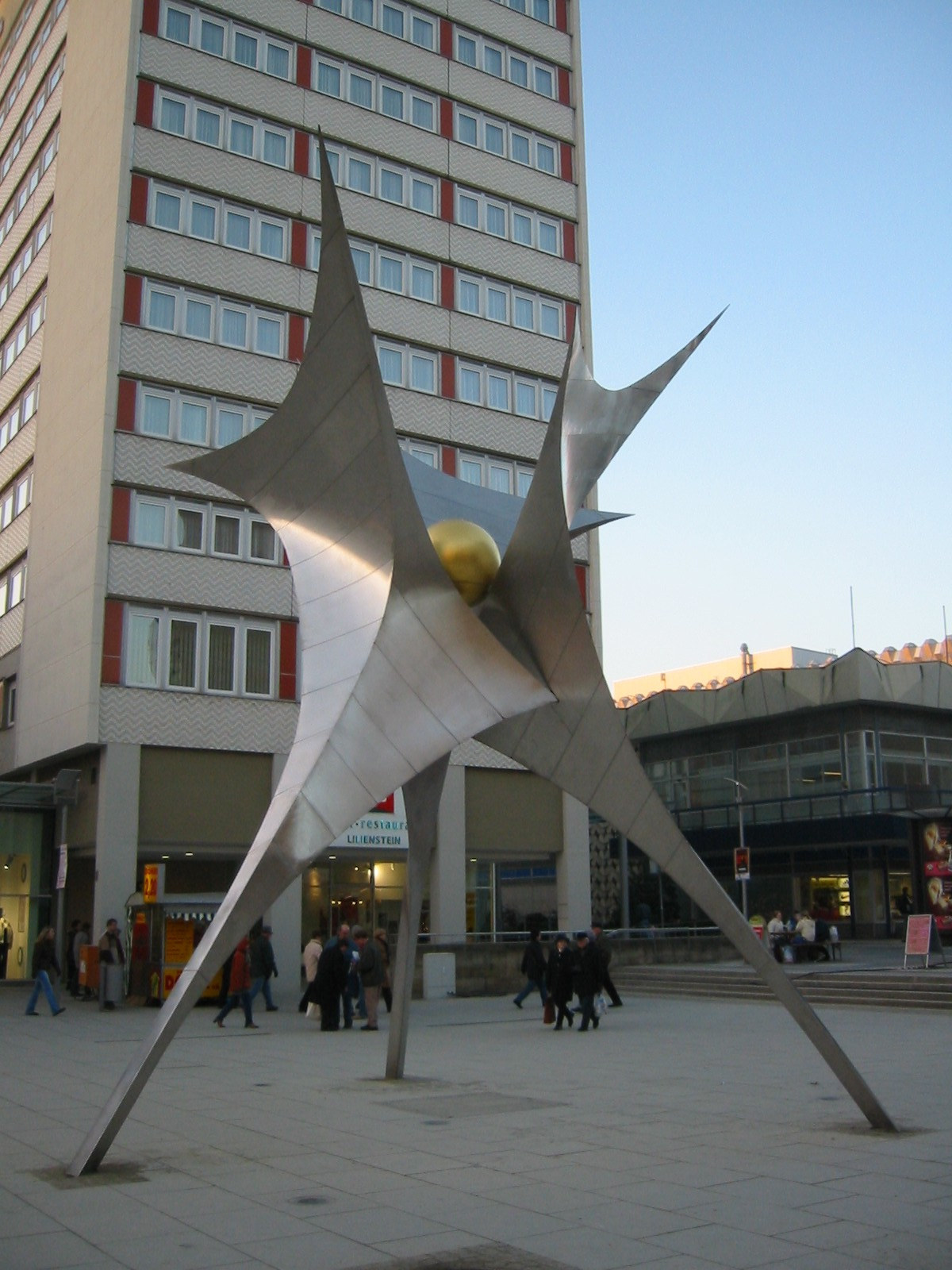
La escultura Plastik Völkerfreundschaft (Wolf-Eike Kuntsche; 1986)
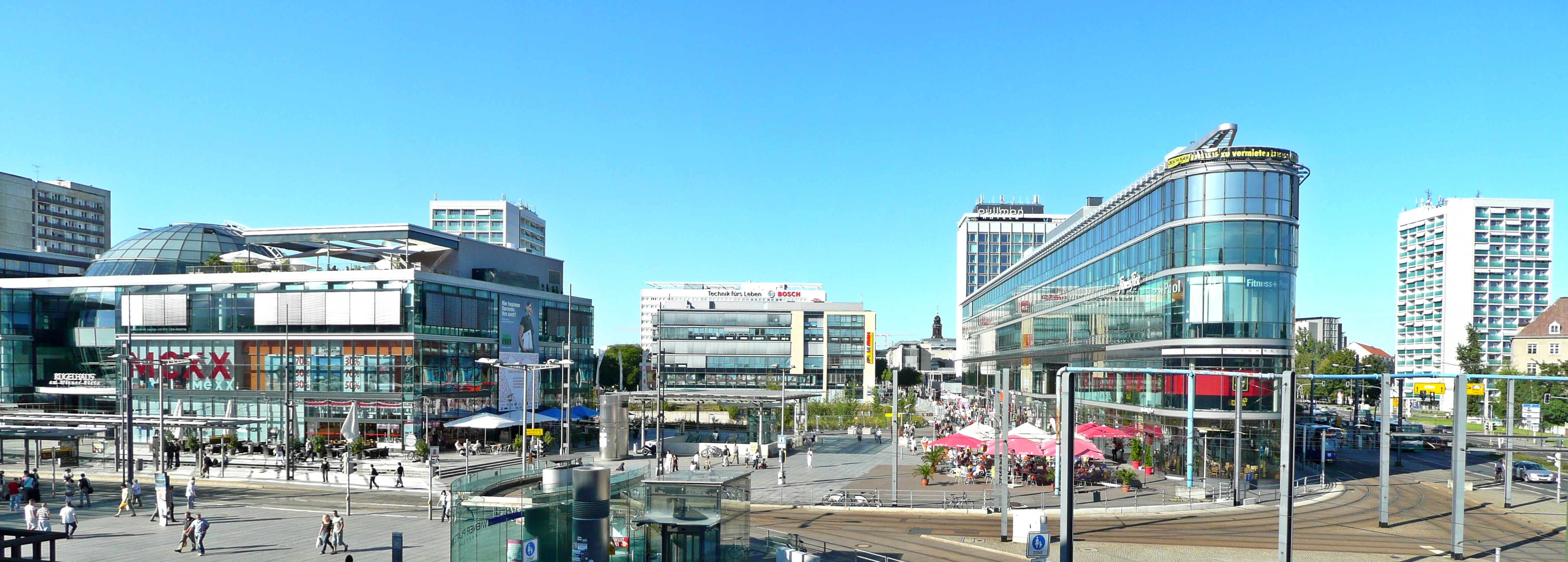
Prager Straße
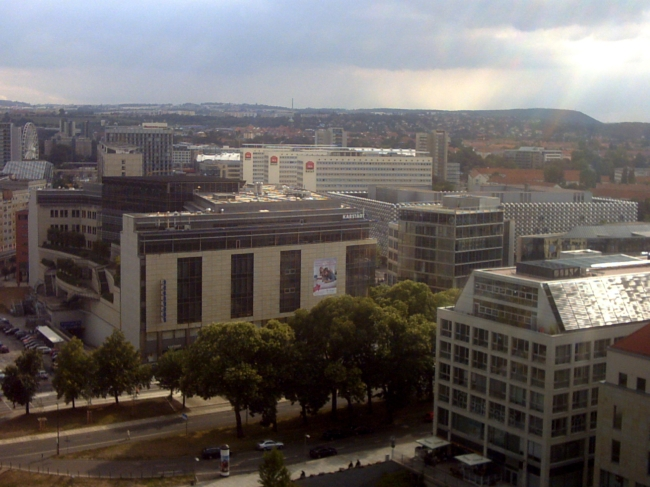
Vista aérea de la Prager Straße desde la iglesia Kreuzkirche

- Datos: Q321489
- Multimedia: Prager Straße, Dresden / Q321489